# Olszowa (powiat radomski)
Olszowa – wieś w Polsce położona w województwie mazowieckim, w powiecie radomskim, w gminie Jastrzębia. Ma status sołectwa.
| SIMC    | Nazwa  | Rodzaj    |
| ------- | ------ | --------- |
| 0624350 | Brodek | część wsi |
| 0624367 | Osowie | część wsi |

W latach 1975–1998 miejscowość położona była w województwie radomskim. 1 stycznia 2003 roku częścią wsi Olszowa stały się ówczesne przysiółki Brodek i Osowie.
Wierni kościoła rzymskokatolickiego należą do parafii Wniebowzięcia Najświętszej Maryi Panny w Goryniu.